# Tiếng Mru

Vị trí của người Mru: ở mé dưới bên phải của bản đồ Bangladesh.

Tiếng Mru là ngôn ngữ của người Mru (hay Mro) sống dọc dãy đồi Chittagong của Bangladesh và ở Myanmar.
Tiếng Mru là một ngôn ngữ thuộc ngữ hệ Hán-Tạng. Người Mru là nhóm dân tộc thiểu số đông thứ nhì ở huyện Bandarban. Một nhóm nhỏ người Mru cũng sống ở huyện Rangamati.
UNESCO xem tiếng Mru là một ngôn ngữ "bị đe dọa nghiêm trọng" (tháng 5 năm 2010).

## Phân loại
Tiếng Mru nằm trong nhóm ngôn ngữ Mru - cùng tiếng Hkongso và tiếng Anu nói trong và quanh Paletwa, bang Chin, Myanmar. Vị trí chính xác của nhánh Mru trong hệ Hán-Tạng hiện chưa rõ ràng.

## Phân bố

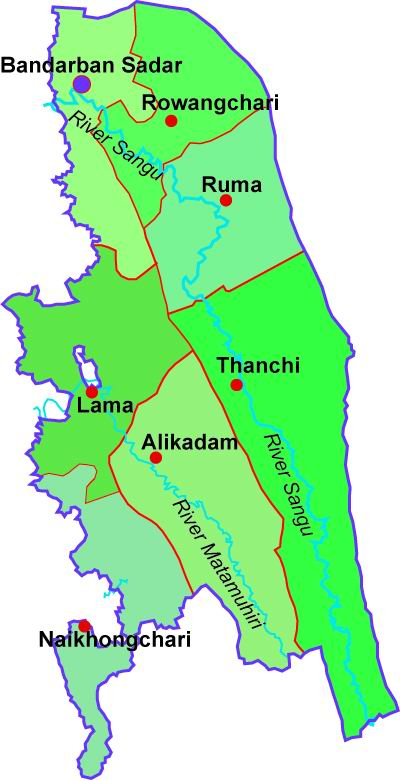
Bản đồ huyện Bandarban.

Người Mru cư ngụ vùng rừng rú của Lama, Ruma, Alikaram, và Thanchi gần núi Chimbuk tại huyện Bandarban (Rashel 2009). Họ cũng sống tại Sittwe (Akiab), bang Rakhine, Myanmar.

## Phương ngữ và tộc Mru
Có năm phương ngữ tiếng Mru theo Ebersole (1996).
- Anawk
- Süngma
- Dopreng
- Tamsa
- Rengmitsa

Theo cách phân loại I của Rashel (2009), có năm tộc người Mru chính.
- Dengua
- Premsang
- Kongloi
- Maizer
- Ganaroo Gnar

Theo cách phân loại II của Rashel (2009), có mười tộc sau đây.
- Yarua
  - Khatpo
  - Chimlung
  - Zongnow
  - Chawla
- Yaringcha
- Tang
- Deng
- Kough
- Tam-tu-chah
- Kanbak
- Prenju
- Naichah
- Yomore

## Số đêm
Số đếm tiếng Mru, thu thập bởi Rashel (2009:159).
1. lɔk
2. pre
3. ʃum
4. taːli
5. taŋa
6. trok
7. rinit
8. riyat
9. tako
10. h:muit

## Chữ viết
Chữ Mru là một hệ chữ bản địa, do Menlay Murang (còn gọi là Manley Mro) tạo ra đồng thời khi ông lập nên tôn giáo Khrama (Crama).
Chữ Mru được viết từ trái sang phải và có ký tự số đếm riêng.
| Bảng Unicode Mro Official Unicode Consortium code chart: Mro Version 13.0 |   |   |   |   |   |   |   |   |   |   |   |   |   |   |   |   |
|                                                                           | 0 | 1 | 2 | 3 | 4 | 5 | 6 | 7 | 8 | 9 | A | B | C | D | E | F |
| U+16A4x                                                                   | 𖩀 | 𖩁 | 𖩂 | 𖩃 | 𖩄 | 𖩅 | 𖩆 | 𖩇 | 𖩈 | 𖩉 | 𖩊 | 𖩋 | 𖩌 | 𖩍 | 𖩎 | 𖩏 |
| U+16A5x                                                                   | 𖩐 | 𖩑 | 𖩒 | 𖩓 | 𖩔 | 𖩕 | 𖩖 | 𖩗 | 𖩘 | 𖩙 | 𖩚 | 𖩛 | 𖩜 | 𖩝 | 𖩞 |   |
| U+16A6x                                                                   | 𖩠 | 𖩡 | 𖩢 | 𖩣 | 𖩤 | 𖩥 | 𖩦 | 𖩧 | 𖩨 | 𖩩 |   |   |   |   | 𖩮 | 𖩯 |